# 智能机器的时代
智能机器的时代（The Age of Intelligent Machines）是一本关于人工智能的非小说类书籍，作者是发明家和未来学家雷蒙德·库茨魏尔 。这是他的第一本著作，美国出版商协会認為該書1990年最優秀的计算机科学類书籍。  纽约时报和基督科学箴言报也對該書籍做出了評價。 雷蒙德·库茨魏尔認為在计算机處理能力指数级提升的推动下，人工智能將最終實現並且還會变得司空见惯。他表示人工智能未來還會影响人们生活中的方方面面。

## 外部鏈接
- 官方网站